# FAI Super Cup
FAI Super Cup sau Supercupa Irlandei, a fost competiția fotbalistică de supercupă din Irlanda, disputată în 3 sezoane între 1998 și 2000.

## Ediții
| An   | Câștigătoare          | Finalistă             | Semifinaliste             |
| ---- | --------------------- | --------------------- | ------------------------- |
| 1998 | Shamrock Rovers       | St Patrick's Athletic | Cork City, Shelbourne     |
| 1999 | St Patrick's Athletic | Shelbourne            | Cork City, Bray Wanderers |
| 2000 | UCD                   | Bohemians             | Cork City, Shelbourne     |